# Gottfried Ungerboeck
Gottfried Ungerboeck (15 de março de 1940) é um engenheiro de telecomunicações austríaco.

## Prêmios e condecorações
- IBM Fellow (1984)
- IEEE Fellow (1985)
- Medalha Richard W. Hamming (1994)
- Prêmio Marconi (1996)
- Prêmio Austrália (1997)